# Tasmaniosoma aureorivum
Tasmaniosoma aureorivum (лат.) — вид двупарноногих многоножек из семейства Dalodesmidae отряда  многосвязов (Polydesmida). Эндемик Тасмании (Австралия). Встречаются в южной и центральной частях острова (около Мейдены, Gold Creek, пещера Ray Benders Cave, Risbys Basin, Junee-Florentine karst, Tas).

## Описание
Длина самок 12 мм (самцы — 13 мм), ширина около 1 мм. Прижизненная окраска неизвестна (предположительно, как и другие виды рода красновато-коричневые). Обитают в подстилочном слое эвкалиптового леса и в карстовых пещерах. Тело состоит из 19 сегментов (у ювенильных особей меньше). Метатергиты без туберкул. Тергиты в средней части тела примерно вдвое шире своей длины. Дорсальная бороздка отсутствует. Голова крупная и округлая; глаз нет. Телоподы выглядят как обычные ноги. От близкого вида Tasmaniosoma armatum отличается строением усиков и  гениталий. Впервые вид был описан в 2010 году австралийским зоологом  Робертом Месибовым (Robert Mesibov, Queen Victoria Museum and Art Gallery, Лонсестон, Тасмания, Австралия).